# بلاینا
بلاینا (به انگلیسی: Blaina) یک شهرک در ولز است که در بلاینای گونت قرار دارد. بلاینا ۴٬۸۰۸ نفر جمعیت دارد.